# Peire de Corbian
Peire de Corbian (ou dans certains manuscrits Corbiac, mais cette graphie n'est plus retenue par les spécialistes) est un clerc/troubadour actif dans la première moitié du XIIIe siècle. Il n'a laissé qu'un seul poème lyrique, dédié à la Vierge : Domna, dels angels regina, PC 338,1.
Probablement originaire de Courbian (aujourd'hui incorporé dans Bégadan, Gironde), Peire fut sans doute clerc. Selon ses propres dires, il fit une partie de ses études à Orléans, et obtint le titre de maistre. La chanson mariale mise à part, il est surtout connu pour avoir écrit une petite encyclopédie en vers, appelé Thezaur (= Trésor). Dans ce poème de 520 vers, maître Peire étale avec une grande prétention ses connaissances dans tous les domaines : théologie, religion, histoires de Jésus, des Romains, des Grecs, des Francs, des Bretons, sept arts libéraux, médecine, physique, astrologie et divinations, genres littéraires, etc. Plutôt qu'un vrai ouvrage scientifique, le poème n'est qu'une énumération brève de toutes ces disciplines dont aucune n'a été traitée profondément. Bertoni et Jeanroy, les deux éditeurs de cette œuvre, jugent très sévèrement le talent littéraire de Peire de Corbian : 
« Cette petite encyclopédie scientifique, qui porte le titre ambitieux de « Trésor », est loin d'être un chef-d'œuvre littéraire. Son auteur pouvait savoir — du moins il s'en vante — une foule de choses; il en est une, cependant, qu'il ignorait complètement : à savoir, l'art d'écrire. Son style est d'une platitude et d'une banalité désespérantes; il fallait, au reste, qu'il manquât au plus haut degré de sens esthétique pour s'aviser de composer sur une rime unique un poème de plus de 500 vers. »
En effet, le poème est entièrement bâti sur une seule rime (-ens), et le lecteur peut se lasser facilement, d'autans plus que le sens n'est pas toujours clair. Pourtant, dans cette construction monorimique, certains voient un exploit technique. Dans tous les cas, Thezaur offre un certain intérêt en ce qu'il permet d'apercevoir la mentalité d'un clerc médoquain du XIIIe siècle.
Peire de Corbian est aussi l'oncle d'un autre troubadour, plus célèbre, plus doué, plus prolifique que lui-même, Aimeric de Belenoi.

## Éditions du texte
- Pour la chanson lyrique : OROZ ARIZCUREN, F. J., La lirica religiosa en la literatura provenzal antigua, Pampelune, 1972 : 370-377.
- Pour Thezaur : BERTONI, G. & JEANROY, A., éd., « Le «Thezaur » de Peire de Corbian », Annales du Midi 23, 1911 : 289-308 ; 451-471.

## Études sur l'auteur
LEFÈVRE, Y., « Deux poètes médoquains du XIIIe siècle », Revue historique de Bordeaux et du Département de la Gironde, v. 13, 1964 : 123-131. 